# Primera Federación 2022-23

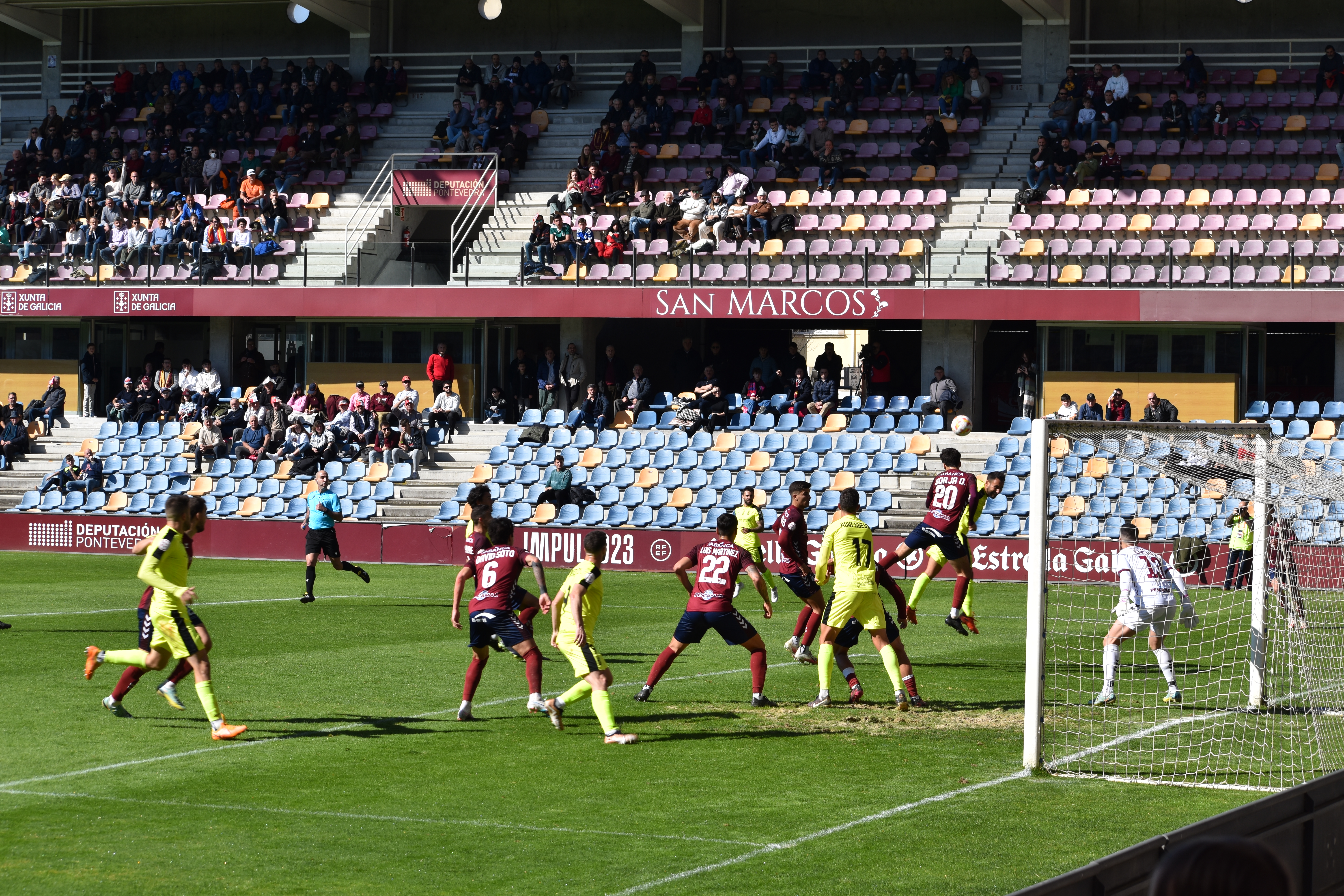
Pontevedra CF - AD Ceuta FC en Pasarón.

La temporada 2022-23 de la Primera Federación de fútbol corresponde a la segunda edición de este campeonato que ocupa el tercer nivel en el sistema de Ligas de fútbol de España. Dio comienzo el 27 de agosto de 2022 y terminó el 28 de mayo de 2023. Posteriormente se disputó la promoción de ascenso entre el 4 y el 25 de junio.

## Sistema de competición
Participaron cuarenta clubes encuadrados en dos grupos de veinte equipos, según los criterios de proximidad geográfica de la temporada anterior, modificados de la siguiente manera:
- Los equipos del País Vasco, de Navarra, de La Rioja y de la provincia de Soria (Castilla y León) pasan de jugar en el grupo I a hacerlo en el grupo II.

- Los equipos de la ciudad de Madrid (Comunidad de Madrid), de la provincia de Albacete (Castilla-La Mancha), de Andalucía, de Canarias, de Ceuta y de Melilla pasan de jugar en el grupo II a hacerlo en el grupo I.

Se enfrentan en cada grupo todos contra todos en dos ocasiones, una en campo propio y otra en campo contrario, durante un total de 38 jornadas. El orden de los encuentros se decidió por sorteo antes de empezar la competición. La Real Federación Española de Fútbol fue la responsable de designar las fechas de los partidos y los árbitros de cada encuentro, reservando al equipo local la potestad de fijar el horario exacto de cada encuentro.
El ganador de un partido obtiene tres puntos, el perdedor cero puntos, y en caso de empate hay un punto para cada equipo.
Al término del campeonato los campeones de cada grupo ascienden de forma directa a Segunda División y los clasificados entre el segundo y el quinto lugar disputan la promoción de ascenso. Los emparejamientos se realizaron enfrentando al segundo de un grupo contra el quinto del otro y el tercero contra el cuarto. Esta promoción tiene formato de eliminación directa a doble partido, con prórroga si es necesaria, y en caso de empate se clasifica el que mejor puesto haya obtenido en la liga regular; los duelos entre equipos con el mismo puesto durante la fase regular se decidieron por penaltis. Los dos vencedores de las dos eliminatorias finales también ascienden a Segunda División.
Los cinco últimos equipos clasificados de cada grupo descienden directamente a Segunda Federación.

## Equipos clasificados
| Equipo                           | Ciudad                     | Estadio                       | Capacidad | Entrenador                | Capitán              |
| -------------------------------- | -------------------------- | ----------------------------- | --------- | ------------------------- | -------------------- |
| A. D. Alcorcón                   | Alcorcón                   | Santo Domingo                 | 5 100     | "Fran" Fernández          |                      |
| Córdoba C. F.                    | Córdoba                    | Nuevo Arcángel                | 21 822    | Germán Crespo             | Javi Flores          |
| Cultural y Deportiva Leonesa     | León                       | Reino de León                 | 13 451    | Eduardo Docampo           | Julen Castañeda      |
| C. F. Fuenlabrada                | Fuenlabrada                | Fernando Torres               | 5 400     | "Mere" Hermoso            |                      |
| C. F. Intercity                  | Alicante                   | Antonio Solana                | 2 500     | Gustavo Siviero           |                      |
| C. D. Numancia de Soria          | Soria                      | Los Pajaritos                 | 8 261     | Diego Martínez            |                      |
| Pontevedra C. F.                 | Pontevedra                 | Pasarón                       | 12 000    | Juan Señor                |                      |
| C. A. Osasuna "B"                | Pamplona                   | Tajonar                       | 4 000     | Santi Castillejo          |                      |
| U. D. San Sebastián de los Reyes | San Sebastián de los Reyes | Nuevo Matapiñonera            | 3 000     | Luis Ayllón Regidor       |                      |
| Real Sociedad de Fútbol "B"      | San Sebastián              | Zubieta                       | 2 000     | Sergio Francisco          |                      |
| S. D. Amorebieta                 | Amorebieta                 | Urritxe                       | 3 000     | Haritz Mújika             |                      |
| Bilbao Athletic                  | Bilbao                     | Lezama                        | 3 200     | Bingen Arostegi           |                      |
| C. F. La Nucía                   | La Nucía                   | Olímpico Camilo Cano          | 4 000     | César Ferrando            |                      |
| C. D. Eldense                    | Elda                       | Nuevo Pepico Amat             | 4 036     | Fernando Estévez          |                      |
| A. D. Ceuta F. C.                | Ceuta                      | Estadio Alfonso Murube        | 6 500     | Chus Trujillo             |                      |
| Real Murcia C. F.                | Murcia                     | Enrique Roca                  | 31 179    | Mario Simón               |                      |
| Algeciras C. F.                  | Algeciras                  | Nuevo Mirador                 | 7 500     | Iván Ania                 |                      |
| C. E. Sabadell F. C.             | Sabadell                   | Nova Creu Alta                | 11 981    | Gabri García              |                      |
| C. D. Alcoyano                   | Alcoy                      | Estadio El Collao             | 5 000     | Vicente Parras            | Julián Cerdá Vicente |
| C. D. Atlético Baleares          | Palma de Mallorca          | Estadio Balear                | 4 200     | Jordi Roger Ceballos      |                      |
| C. D. Badajoz                    | Badajoz                    | Nuevo Vivero                  | 14 898    | Isaac Jové                | Zelu                 |
| C. D. Calahorra                  | Calahorra                  | La Planilla                   | 4 500     | Juan Antonio García Acedo |                      |
| C. D. Castellón                  | Castellón                  | Estadio municipal de Castalia | 15 500    | Rubén Torrecilla          | David Cubillas Peña  |
| C. F. Talavera de la Reina       | Talavera de la Reina       | Estadio El Prado              | 5 000     | Rubén Gala                |                      |
| F. C. Barcelona Atlètic          | Barcelona                  | Johan Cruyff                  | 6 000     | Rafa Márquez              |                      |
| R. B. Linense                    | La Línea de la Concepción  | Municipal de La Línea         | 10 800    | Alberto Monteagudo        | José Manuel Carrasco |
| R. C. Celta de Vigo "B"          | Vigo                       | Campo municipal de Barreiro   | 1 701     | Claudio Giráldez          |                      |
| R. C. Deportivo de La Coruña     | La Coruña                  | Abanca-Riazor                 | 34 889    | Rubén de la Barrera       | Álex Bergantiños     |
| Real Madrid Castilla             | Madrid                     | Alfredo Di Stéfano            | 6 000     | Raúl González             |                      |
| Real Unión Club                  | Irún                       | Stadium Gal                   | 6 344     | Aitor Zulaika             |                      |
| San Fernando C. D.               | San Fernando               | Estadio Bahía Sur             | 8 021     | Nacho Castro              |                      |
| S. D. Logroñés                   | Logroño                    | Estadio Mundial 82            | 3 500     | Raúl Llona                | Raúl Llona           |
| U. E. Cornellà                   | Cornellá de Llobregat      | Estadio municipal             | 1 500     | Gonzalo Riutort           |                      |
| Unionistas de Salamanca C. F.    | Salamanca                  | Estadio Reina Sofía           | 4 900     | Raúl Casañ                | Carlos De la Nava    |
| A. D. Mérida                     | Mérida                     | Estadio Romano                | 14 680    | Juanma Barrero            |                      |
| C. F. Rayo Majadahonda           | Majadahonda                | Cerro del Espino              | 3 900     | Diego Nogales             |                      |
| Linares Deportivo                | Linares                    | Municipal de Linarejos        | 10 000    | Alberto González          |                      |
| U. D. Logroñés                   | Logroño                    | Las Gaunas                    | 15 902    | Albert Aguilá             |                      |
| Racing Club de Ferrol            | Ferrol                     | A Malata                      | 12 042    | Cristóbal Parralo         | Joselu Gómez         |
| Gimnàstic de Tarragona           | Tarragona                  | Nou Estadi                    | 14 591    | Raül Agné                 |                      |

## Ascensos y descensos
| Pos.    | Ascendidos a 2.ª División |
| ------- | ------------------------- |
| 1º (I)  | Racing de Santander       |
| 1º (II) | F. C. Andorra             |
| 2º (II) | Villarreal C. F. "B"      |
| 3º (II) | Albacete Balompié         |

| Pos. | Descendidos de 2.ª División |
| ---- | --------------------------- |
| 19.º | S. D. Amorebieta            |
| 20.º | Real Sociedad "B"           |
| 21.º | C. F. Fuenlabrada           |
| 22.º | A. D. Alcorcón              |

| Descendidos a 2.ª Federación | Descendidos a 2.ª Federación | Descendidos a 2.ª Federación | Descendidos a 2.ª Federación |
| Pos.                         | Equipo                       | Pos.                         | Equipo                       |
| ---------------------------- | ---------------------------- | ---------------------------- | ---------------------------- |
| 16º. (I)                     | C. F. Talavera de la Reina   | 16.º (II)                    | Atlético Sanluqueño C. F.    |
| 17º. (I)                     | Real Valladolid Promesas     | 17.º (II)                    | Sevilla Atlético             |
| 18.º (I)                     | Zamora C. F.                 | 18.º (II)                    | UCAM Murcia C. F.            |
| 19.º (I)                     | C. D. Tudelano               | 19.º (II)                    | U. E. Costa Brava            |
| 20.º (I)                     | Extremadura U. D. (retirado) | 20.º (II)                    | Betis Deportivo              |

| Ascendidos de 2.ª División RFEF | Ascendidos de 2.ª División RFEF | Ascendidos de 2.ª División RFEF | Ascendidos de 2.ª División RFEF |
| Pos.                            | Equipo                          | Pos.                            | Equipo                          |
| ------------------------------- | ------------------------------- | ------------------------------- | ------------------------------- |
| 1.º (I)                         | Pontevedra C. F.                | 2.º (IV)                        | A. D. Mérida                    |
| 1.º (II)                        | C. A. Osasuna Promesas          | 4.º (IV)                        | A. D. Ceuta F. C.               |
| 1.º (III)                       | C. D. Numancia                  | 2.º (V)                         | C. F. La Nucía                  |
| 1.º (IV)                        | Córdoba C. F.                   | 3.º (V)                         | Real Murcia C. F.               |
| 1.º (V)                         | C. F. Intercity                 | 4.º (V)                         | C. D. Eldense                   |

## Grupos

### Grupo I
Jugaron los equipos de Galicia, las provincias de León y Salamanca, la Comunidad de Madrid, Castilla-La Mancha, Extremadura, Andalucía y Ceuta.

#### Equipos por comunidad autónoma
| N.º | Com. autónoma       | Equipos |
| --- | ------------------- | --- |
| 5   | Comunidad de Madrid | A. D. Alcorcón C. F. Fuenlabrada C. F. Rayo Majadahonda Real Madrid Castilla C.F. U. D. San Sebastián de los Reyes |
| 5   | Andalucía           | Algeciras C. F. Córdoba C. F. Linares Deportivo R. B. Linense San Fernando C. D. I.                                |
| 4   | Galicia             | R. C. Celta de Vigo "B" R. C. Deportivo de La Coruña Racing Club de Ferrol Pontevedra C. F.                        |
| 2   | Castilla y León     | Cultural Leonesa Unionistas de Salamanca C. F.                                                                     |
| 2   | Extremadura         | C. D. Badajoz A. D. Mérida                                                                                         |
| 1   | Ceuta               | A. D. Ceuta F. C.                                                                                                  |
| 1   | Castilla-La Mancha  | C. F. Talavera de la Reina                                                                                         |

#### Clasificación
| Pos. | Equipo                               | Pts. | PJ | G  | E  | P  | GF | GC | Dif. |                                                     |
| ---- | ------------------------------------ | ---- | -- | -- | -- | -- | -- | -- | ---- | --------------------------------------------------- |
| 1    | Racing Club de Ferrol (A, C)         | 75   | 38 | 22 | 9  | 7  | 55 | 25 | +30  | Ascenso a Segunda División y Copa del Rey           |
| 2    | A. D. Alcorcón (A)                   | 74   | 38 | 21 | 11 | 6  | 53 | 23 | +30  | Play-Offs Ascenso a Segunda División y Copa del Rey |
| 3    | Real Madrid Castilla                 | 69   | 38 | 19 | 12 | 7  | 58 | 38 | +20  | Play-Offs Ascenso a Segunda División                |
| 4    | R. C. Deportivo de La Coruña         | 67   | 38 | 18 | 13 | 7  | 53 | 29 | +24  | Play-Offs Ascenso a Segunda División y Copa del Rey |
| 5    | R. C. Celta de Vigo "B"              | 59   | 38 | 16 | 11 | 11 | 48 | 38 | +10  | Play-Offs Ascenso a Segunda División                |
| 6    | Linares Deportivo                    | 59   | 38 | 17 | 8  | 13 | 53 | 53 | 0    | Clasificación a Copa del Rey                        |
| 7    | Unionistas de Salamanca C. F.        | 56   | 38 | 15 | 11 | 12 | 38 | 40 | −2   | Clasificación a Copa del Rey                        |
| 8    | A. D. Mérida                         | 54   | 38 | 14 | 12 | 12 | 40 | 37 | +3   |                                                     |
| 9    | Córdoba C. F.                        | 54   | 38 | 14 | 12 | 12 | 48 | 37 | +11  |                                                     |
| 10   | Cultural y Deportiva Leonesa         | 48   | 38 | 13 | 9  | 16 | 41 | 43 | −2   |                                                     |
| 11   | C. F. Fuenlabrada                    | 46   | 38 | 13 | 7  | 18 | 32 | 51 | −19  |                                                     |
| 12   | A. D. Ceuta F. C.                    | 45   | 38 | 12 | 9  | 17 | 53 | 52 | +1   |                                                     |
| 13   | San Fernando C. D. I.                | 45   | 38 | 11 | 12 | 15 | 46 | 50 | −4   |                                                     |
| 14   | C. F. Rayo Majadahonda               | 45   | 38 | 12 | 9  | 17 | 42 | 51 | −9   |                                                     |
| 15   | Algeciras C. F.                      | 44   | 38 | 11 | 11 | 16 | 36 | 47 | −11  |                                                     |
| 16   | C. D. Badajoz (D)                    | 43   | 38 | 11 | 10 | 17 | 35 | 52 | −17  | Descenso a Segunda Federación                       |
| 17   | U. D. San Sebastián de los Reyes (D) | 43   | 38 | 11 | 10 | 17 | 30 | 46 | −16  | Descenso a Segunda Federación                       |
| 18   | R. B. Linense (D)                    | 42   | 38 | 10 | 12 | 16 | 31 | 34 | −3   | Descenso a Segunda Federación                       |
| 19   | Pontevedra C. F. (D)                 | 36   | 38 | 9  | 9  | 20 | 34 | 53 | −19  | Descenso a Segunda Federación                       |
| 20   | C. F. Talavera de la Reina (D)       | 33   | 38 | 8  | 9  | 21 | 36 | 63 | −27  | Descenso a Segunda Federación                       |

Actualizado a los partidos jugados el 27 de mayo de 2023.
 Fuente: Resultados Fútbol

#### Evolución de la clasificación
| Jornada       | 1  | 2  | 3  | 4  | 5  | 6  | 7  | 8  | 9  | 10 | 11 | 12 | 13 | 14 | 15 | 16  | 17  | 18  | 19 | 20 | 21 | 22 | 23 | 24 | 25 | 26 | 27 | 28 | 29 | 30 | 31 | 32 | 33 | 34 | 35 | 36 | 37 | 38 |
| Equipo        |    |    |    |    |    |    |    |    |    |    |    |    |    |    |    |     |     |     |    |    |    |    |    |    |    |    |    |    |    |    |    |    |    |    |    |    |    |    |
| ------------- | -- | -- | -- | -- | -- | -- | -- | -- | -- | -- | -- | -- | -- | -- | -- | --- | --- | --- | -- | -- | -- | -- | -- | -- | -- | -- | -- | -- | -- | -- | -- | -- | -- | -- | -- | -- | -- | -- |
| Rac. Ferrol   | 5  | 3  | 2  | 2  | 3  | 1  | 1  | 1  | 1  | 2  | 4  | 5  | 6  | 4  | 4  | 4   | 5   | 5   | 5  | 5  | 5  | 6  | 5  | 4  | 5  | 4  | 3  | 2  | 4* | 3* | 4* | 4* | 4* | 2  | 2  | 1  | 1  | 1  |
| Alcorcón      | 11 | 11 | 8  | 4  | 7  | 4  | 8  | 6  | 4  | 4  | 3  | 2  | 2  | 2  | 3  | 2   | 2   | 2   | 1  | 1  | 1  | 1  | 1  | 2  | 1  | 1  | 1  | 1  | 1  | 1  | 1  | 1  | 1  | 1  | 1  | 2  | 2  | 2  |
| RM Castilla   | 9  | 13 | 11 | 5  | 5  | 6  | 7  | 8  | 6  | 5  | 5  | 4  | 3  | 3  | 2  | 3   | 3   | 3   | 3  | 3  | 2  | 2  | 2  | 1  | 3  | 3  | 4  | 4  | 3  | 2  | 2  | 2  | 2  | 3  | 3  | 3  | 3  | 3  |
| Deportivo     | 12 | 8  | 6  | 6  | 4  | 5  | 5  | 5  | 7  | 6  | 6  | 6  | 4  | 5  | 5  | 5   | 4   | 4   | 4  | 4  | 4  | 3  | 3  | 3  | 2  | 2  | 2  | 3  | 2  | 4  | 3  | 3  | 3  | 4  | 4  | 4  | 4  | 4  |
| Celta "B"     | 14 | 14 | 15 | 13 | 12 | 12 | 15 | 15 | 13 | 14 | 16 | 15 | 11 | 11 | 14 | 12  | 9   | 9   | 8  | 7  | 6  | 5  | 7  | 6  | 6  | 6  | 5  | 5  | 5  | 5  | 5  | 5  | 5  | 6  | 5  | 5  | 5  | 5  |
| Linares       | 3  | 4  | 3  | 3  | 2  | 2  | 2  | 3  | 3  | 3  | 2  | 3  | 5  | 6  | 6  | 6   | 6   | 7   | 7  | 8  | 8  | 7  | 6  | 7  | 7  | 7  | 7  | 7  | 7  | 7  | 6  | 6  | 6  | 5  | 6  | 6  | 6  | 6  |
| Unionistas    | 20 | 16 | 17 | 16 | 16 | 14 | 14 | 13 | 14 | 13 | 11 | 13 | 14 | 15 | 11 | 13* | 13* | 13* | 10 | 12 | 13 | 13 | 14 | 16 | 16 | 16 | 12 | 11 | 11 | 11 | 9  | 9  | 9  | 7  | 7  | 7  | 7  | 7  |
| Mérida        | 18 | 19 | 18 | 17 | 18 | 15 | 12 | 12 | 10 | 11 | 13 | 8  | 9  | 9  | 9  | 7   | 7   | 8   | 9  | 10 | 10 | 12 | 10 | 9  | 9  | 10 | 10 | 10 | 9  | 9  | 8  | 8  | 8  | 9  | 8  | 8  | 8  | 8  |
| Córdoba       | 1  | 1  | 1  | 1  | 1  | 3  | 3  | 2  | 2  | 1  | 1  | 1  | 1  | 1  | 1  | 1   | 1   | 1   | 2  | 2  | 3  | 4  | 4  | 5  | 4  | 5  | 6  | 6  | 6* | 6* | 7* | 7* | 7* | 8  | 9  | 9  | 9  | 9  |
| Cultural      | 16 | 7  | 5  | 8  | 11 | 10 | 6  | 10 | 8  | 10 | 12 | 10 | 8  | 8  | 7  | 8   | 8   | 6   | 6  | 6  | 7  | 8  | 8  | 8  | 8  | 9  | 9  | 8  | 8  | 8  | 10 | 10 | 12 | 11 | 13 | 10 | 10 | 10 |
| Fuenlabrada   | 2  | 10 | 7  | 7  | 6  | 8  | 11 | 7  | 11 | 8  | 8  | 9  | 10 | 10 | 13 | 11  | 12  | 15  | 16 | 16 | 16 | 17 | 18 | 17 | 17 | 17 | 13 | 16 | 17 | 14 | 15 | 15 | 17 | 14 | 16 | 15 | 16 | 11 |
| Ceuta         | 15 | 20 | 20 | 20 | 17 | 18 | 18 | 19 | 19 | 19 | 19 | 20 | 20 | 20 | 20 | 20  | 20  | 20  | 20 | 20 | 20 | 20 | 20 | 20 | 18 | 18 | 18 | 18 | 18 | 17 | 17 | 14 | 15 | 16 | 14 | 14 | 12 | 12 |
| San Fernando  | 6  | 6  | 12 | 14 | 13 | 11 | 10 | 9  | 12 | 12 | 9  | 11 | 12 | 13 | 16 | 16  | 17  | 18  | 18 | 17 | 17 | 18 | 16 | 15 | 14 | 13 | 15 | 14 | 13 | 13 | 13 | 11 | 10 | 10 | 12 | 13 | 13 | 13 |
| R.Majadahonda | 17 | 18 | 16 | 18 | 19 | 19 | 19 | 17 | 15 | 17 | 14 | 17 | 18 | 17 | 17 | 17  | 18  | 16  | 15 | 15 | 14 | 14 | 11 | 11 | 10 | 8  | 8  | 9  | 10 | 10 | 11 | 12 | 11 | 13 | 11 | 12 | 14 | 14 |
| Algeciras     | 19 | 9  | 13 | 9  | 8  | 7  | 9  | 11 | 9  | 9  | 10 | 12 | 13 | 14 | 10 | 10  | 11  | 11  | 12 | 13 | 15 | 15 | 15 | 14 | 13 | 13 | 16 | 15 | 16 | 18 | 14 | 16 | 13 | 12 | 10 | 11 | 11 | 15 |
| Badajoz       | 7  | 5  | 9  | 12 | 14 | 16 | 13 | 14 | 16 | 18 | 15 | 14 | 17 | 16 | 12 | 14  | 14  | 12  | 13 | 11 | 11 | 11 | 13 | 12 | 15 | 15 | 17 | 17 | 14 | 15 | 18 | 18 | 16 | 17 | 15 | 16 | 15 | 16 |
| Sanse         | 4  | 2  | 4  | 10 | 9  | 9  | 4  | 4  | 5  | 7  | 7  | 7  | 7  | 7  | 8  | 9   | 10  | 10  | 14 | 14 | 12 | 9  | 9  | 10 | 11 | 12 | 14 | 12 | 12 | 12 | 12 | 13 | 14 | 15 | 17 | 17 | 17 | 17 |
| Linense       | 8  | 12 | 14 | 15 | 15 | 17 | 17 | 18 | 17 | 15 | 17 | 16 | 15 | 12 | 15 | 15* | 15* | 14* | 11 | 9  | 9  | 10 | 12 | 13 | 12 | 11 | 11 | 13 | 15 | 16 | 16 | 17 | 18 | 18 | 18 | 18 | 18 | 18 |
| Pontevedra    | 10 | 15 | 10 | 11 | 10 | 13 | 16 | 16 | 18 | 16 | 18 | 18 | 16 | 18 | 18 | 18  | 16  | 17  | 17 | 19 | 19 | 19 | 19 | 19 | 20 | 20 | 20 | 19 | 19 | 19 | 19 | 19 | 19 | 19 | 19 | 19 | 19 | 19 |
| Talavera      | 13 | 17 | 19 | 19 | 20 | 20 | 20 | 20 | 20 | 20 | 20 | 19 | 19 | 19 | 19 | 19  | 19  | 19  | 19 | 18 | 18 | 16 | 17 | 18 | 19 | 19 | 19 | 20 | 20 | 20 | 20 | 20 | 20 | 20 | 20 | 20 | 20 | 20 |

(*) Con partido pendiente

#### Tabla de resultados cruzados
| Local \ Visitante          | ALC | ALG | BAD | CEL | CEU | COR | CUL | DEP | FUE | LIN | LIS | MAD | MER | PON | RFE | RAY | SFE | SSE | UNI | TAL |
| -------------------------- | --- | --- | --- | --- | --- | --- | --- | --- | --- | --- | --- | --- | --- | --- | --- | --- | --- | --- | --- | --- |
| Alcorcón                   | —   | 2–0 | 1–0 | 1–1 | 2–2 | 3–0 | 2–0 | 3–1 | 1–1 | 0–0 | 0–0 | 4–1 | 0–0 | 1–0 | 0–1 | 2–1 | 2–1 | 2–0 | 2–0 | 1–0 |
| Algeciras                  | 0–0 | —   | 1–1 | 0–0 | 1–2 | 1–1 | 0–1 | 1–2 | 2–1 | 3–3 | 1–0 | 0–1 | 1–0 | 0–2 | 1–1 | 2–1 | 0–1 | 0–2 | 1–1 | 2–0 |
| C. D. Badajoz              | 2–0 | 0–1 | —   | 1–0 | 2–1 | 2–4 | 1–0 | 1–0 | 3–0 | 1–1 | 0–2 | 0–2 | 1–1 | 1–0 | 0–3 | 0–0 | 1–1 | 0–0 | 2–1 | 1–1 |
| Celta "B"                  | 1–0 | 2–2 | 2–0 | —   | 1–1 | 1–2 | 2–1 | 1–1 | 1–0 | 4–2 | 1–0 | 1–2 | 1–2 | 1–0 | 1–0 | 3–1 | 2–2 | 1–2 | 0–1 | 1–1 |
| A. D. Ceuta                | 1–2 | 1–3 | 3–0 | 1–3 | —   | 1–2 | 2–1 | 1–2 | 1–0 | 2–0 | 0–0 | 2–2 | 1–0 | 1–2 | 0–2 | 5–1 | 2–2 | 3–1 | 1–2 | 4–0 |
| Córdoba                    | 1–1 | 3–1 | 3–1 | 0–2 | 1–1 | —   | 2–0 | 1–1 | 3–0 | 2–1 | 0–1 | 1–2 | 1–2 | 1–0 | 1–2 | 2–0 | 1–1 | 0–1 | 4–1 | 3–0 |
| Cultural Leonesa           | 0–2 | 0–1 | 0–1 | 1–1 | 2–0 | 0–3 | —   | 1–0 | 2–0 | 0–2 | 1–1 | 1–0 | 2–0 | 2–0 | 0–0 | 1–3 | 2–0 | 4–1 | 2–0 | 3–1 |
| Deportivo                  | 0–0 | 4–0 | 5–0 | 2–0 | 1–0 | 0–0 | 2–2 | —   | 4–2 | 2–1 | 2–1 | 1–1 | 1–0 | 1–1 | 2–0 | 1–0 | 0–1 | 1–0 | 3–0 | 3–2 |
| Fuenlabrada                | 0–4 | 2–0 | 2–0 | 1–1 | 2–1 | 2–0 | 0–0 | 0–3 | —   | 1–2 | 1–0 | 1–2 | 0–1 | 2–1 | 1–0 | 1–0 | 2–1 | 0–0 | 2–1 | 2–1 |
| Linares Deportivo          | 1–0 | 2–0 | 2–1 | 1–2 | 2–2 | 2–1 | 0–2 | 3–2 | 0–2 | —   | 1–0 | 0–2 | 2–0 | 1–0 | 1–1 | 1–0 | 1–1 | 2–1 | 4–3 | 3–0 |
| R. B. Linense              | 1–2 | 0–2 | 1–1 | 1–1 | 2–1 | 1–0 | 1–0 | 0–0 | 2–1 | 2–3 | —   | 1–2 | 0–0 | 3–0 | 2–1 | 1–0 | 1–2 | 0–1 | 0–1 | 2–2 |
| RM Castilla                | 1–1 | 2–1 | 3–1 | 3–0 | 0–3 | 1–1 | 1–1 | 1–0 | 0–0 | 2–0 | 2–2 | —   | 0–0 | 1–0 | 0–0 | 1–2 | 2–0 | 1–0 | 1–0 | 0–0 |
| A. D. Mérida               | 0–2 | 3–3 | 1–0 | 0–3 | 2–0 | 0–0 | 3–1 | 0–1 | 2–0 | 2–1 | 1–0 | 1–1 | —   | 2–0 | 2–1 | 1–2 | 0–1 | 1–3 | 1–1 | 1–1 |
| Pontevedra                 | 1–1 | 1–0 | 1–2 | 1–1 | 1–3 | 2–0 | 1–0 | 1–1 | 0–0 | 3–1 | 0–0 | 1–1 | 1–5 | —   | 0–2 | 1–1 | 2–1 | 2–1 | 1–1 | 3–0 |
| Racing Club de Ferrol      | 1–2 | 2–1 | 2–1 | 2–0 | 1–1 | 1–1 | 3–2 | 0–0 | 3–0 | 2–0 | 1–0 | 2–1 | 1–1 | 2–0 | —   | 4–1 | 3–1 | 3–0 | 0–1 | 1–0 |
| Rayo Majadahonda           | 1–2 | 0–2 | 2–2 | 1–0 | 1–2 | 1–0 | 1–1 | 0–0 | 4–1 | 1–2 | 1–1 | 1–2 | 1–1 | 2–1 | 0–1 | —   | 2–1 | 2–2 | 1–0 | 2–1 |
| S. Fernando                | 0–2 | 0–2 | 2–1 | 1–2 | 1–0 | 1–3 | 1–1 | 2–2 | 3–0 | 1–1 | 1–0 | 3–2 | 1–2 | 4–2 | 0–1 | 0–0 | —   | 1–1 | 1–2 | 5–1 |
| Sanse                      | 1–0 | 0–0 | 1–3 | 0–1 | 1–1 | 0–0 | 1–1 | 0–0 | 0–1 | 2–0 | 0–2 | 1–5 | 1–0 | 2–0 | 0–3 | 1–2 | 1–0 | —   | 1–1 | 0–2 |
| Unionistas C. F.           | 2–1 | 0–0 | 0–0 | 0–3 | 1–0 | 0–0 | 2–0 | 2–1 | 1–1 | 1–1 | 1–0 | 3–0 | 0–1 | 1–0 | 1–1 | 2–1 | 1–1 | 1–0 | —   | 1–2 |
| C. F. Talavera de la Reina | 0–2 | 3–0 | 2–1 | 1–0 | 2–0 | 0–0 | 2–3 | 0–1 | 1–0 | 2–3 | 0–0 | 2–7 | 1–1 | 4–2 | 0–1 | 0–2 | 0–0 | 0–1 | 0–1 | —   |

Calendario Primera Federación 22/23

#### Cambios de entrenadores
| Equipo                           | Entrenador (Jornadas)                | Fecha de vacante         | Tipo de salida | Posición en la tabla | Entrenador entrante    | Fecha de nombramiento    |
| -------------------------------- | ------------------------------------ | ------------------------ | -------------- | -------------------- | ---------------------- | ------------------------ |
| A. D. Ceuta                      | Chus Trujillo (1 - 4)                | 18 de septiembre de 2022 | Despedido      | 20.º                 | José Juan Romero       | 19 de septiembre de 2022 |
| San Fernando C. D. I.            | Nacho Castro (1 - 4)                 | 20 de septiembre de 2022 | Despedido      | 14.º                 | Salva Ballesta         | 21 de septiembre de 2022 |
| C. D. Badajoz                    | Isaac Jové (1 - 6)                   | 2 de octubre de 2022     | Despedido      | 16.º                 | José María Salmerón    | 5 de octubre de 2022     |
| C. F. Rayo Majadahonda           | Diego Nogales (1 - 6)                | 3 de octubre de 2022     | Despedido      | 19.º                 | Alfredo Santaelena     | 4 de octubre de 2022     |
| R. C. Deportivo La Coruña        | Borja Jiménez (1 - 7)                | 11 de octubre de 2022    | Despedido      | 5.º                  | Óscar Cano             | 11 de octubre de 2022    |
| R. B. Linense                    | Alberto Jiménez Monteagudo (1 - 8)   | 16 de octubre de 2022    | Despedido      | 18.º                 | Rafael Escobar         | 16 de octubre de 2022    |
| C. F. Talavera                   | Rubén Gala (1 - 9)                   | 25 de octubre de 2022    | Despedido      | 20.º                 | Pedro Díaz             | 26 de octubre de 2022    |
| San Fernando C. D. I.            | Salva Ballesta (5 - 16)              | 11 de diciembre de 2022  | Despedido      | 16.º                 | Pablo Alfaro           | 24 de diciembre de 2022  |
| U. D. San Sebastián de los Reyes | Luis Ayllón (1 - 19)                 | 16 de enero de 2023      | Despedido      | 13.º                 | "Lobo"                 | 17 de enero de 2023      |
| Pontevedra C. F.                 | Antonio Fernández Rivadulla (1 - 19) | 18 de enero de 2023      | Despedido      | 17.º                 | Toni Otero             | 19 de enero de 2023      |
| C. F. Fuenlabrada                | Mere Hermoso (1 - 23)                | 15 de febrero de 2023    | Despedido      | 18.º                 | Alfredo Sánchez        | 1 de marzo de 2023       |
| Unionistas de Salamanca          | Raúl Casañ (1 - 24)                  | 19 de febrero de 2023    | Despedido      | 16.º                 | Dani Ponz              | 21 de febrero de 2023    |
| Pontevedra C. F.                 | Toni Otero (20 - 25)                 | 27 de enero de 2023      | Despedido      | 20.º                 | Juan Señor             | 27 de febrero de 2023    |
| C. D. Badajoz                    | José María Salmerón (7 - 28)         | 22 de marzo de 2023      | Despedido      | 17.º                 | David Tenorio          | 23 de marzo de 2023      |
| R. B. Linense                    | Rafael Escobar (9 - 31)              | 10 de abril de 2023      | Despedido      | 16.º                 | Víctor Basadre         | 11 de abril de 2023      |
| Córdoba C. F.                    | Germán Crespo (1 - 31)               | 10 de abril de 2023      | Despedido      | 7.º                  | Manuel Mosquera        | 10 de abril de 2023      |
| Cultural y Deportiva Leonesa     | Eduardo Docampo (1 - 33)             | 26 de abril de 2023      | Mutuo acuerdo  | 12.º                 | Israel Martínez Prieto | 27 de abril de 2023      |
| U. D. San Sebastián de los Reyes | "Lobo" (20 - 34)                     | 1 de mayo de 2023        | Despedido      | 15.º                 | Antonio Calle          | 1 de mayo de 2023        |
| R. C. Deportivo de La Coruña     | Óscar Cano (8 - 36)                  | 15 de mayo de 2023       | Despedido      | 4.º                  | Rubén de la Barrera    | 17 de mayo de 2023       |

#### Máximos goleadores
| Pos. | Jugador          | Equipo                     | Goles | Partidos | Penaltis |
| ---- | ---------------- | -------------------------- | ----- | -------- | -------- |
| 1.º  | Rodri Ríos       | A. D. Ceuta F. C.          | 20    | 23       | 4        |
| 2.º  | Sergio Arribas   | Real Madrid Castilla       | 18    | 34       | 1        |
| 3.º  | Alberto Quiles   | Deportivo de La Coruña     | 15    | 34       | 4        |
| 4.º  | Rodrigo Escudero | C. F. Talavera de la Reina | 14    | 36       | 1        |
| 5.º  | David Rodríguez  | C. F. Rayo Majadahonda     | 13    | 36       | 1        |
| -    | Diego García     | C. F. Fuenlabrada          | 13    | 35       | 2        |

### Grupo II
Jugaron los equipos del País Vasco, Navarra, La Rioja, la provincia de Soria, Cataluña, la Comunidad Valenciana, las Islas Baleares y la Región de Murcia.

#### Equipos por comunidad autónoma
| N.º | Com. autónoma        | Equipos                                                                     |
| --- | -------------------- | --------------------------------------------------------------------------- |
| 5   | Comunidad Valenciana | C. D. Alcoyano C. D. Castellón C. D. Eldense C. F. Intercity C. F. La Nucía |
| 4   | Cataluña             | Barça Atlètic U. E. Cornellà C. G. de Tarragona C. E. Sabadell F. C.        |
| 4   | País Vasco           | S. D. Amorebieta Bilbao Athl. Real Sociedad "B" Real Unión C.               |
| 3   | La Rioja             | C. D. Calahorra S. D. Logroñés U. D. Logroñés                               |
| 1   | Baleares             | C. D. Atlético Baleares                                                     |
| 1   | Región de Murcia     | Real Murcia C. F.                                                           |
| 1   | Navarra              | C. A. Osasuna Promesas                                                      |
| 1   | Castilla y León      | C. D. Numancia de Soria                                                     |

#### Clasificación
| Pos. | Equipo                      | Pts. | PJ | G  | E  | P  | GF | GC | Dif. |                                                     |
| ---- | --------------------------- | ---- | -- | -- | -- | -- | -- | -- | ---- | --------------------------------------------------- |
| 1    | S. D. Amorebieta (C, A)     | 69   | 38 | 19 | 12 | 7  | 48 | 29 | +19  | Ascenso a Segunda División y Copa del Rey           |
| 2    | C. D. Eldense (A)           | 69   | 38 | 19 | 12 | 7  | 50 | 28 | +22  | Play-Offs Ascenso a Segunda División y Copa del Rey |
| 3    | C. D. Castellón             | 62   | 38 | 16 | 14 | 8  | 46 | 32 | +14  | Play-Offs Ascenso a Segunda División y Copa del Rey |
| 4    | Barça Atlétic               | 61   | 38 | 16 | 13 | 9  | 45 | 38 | +7   | Play-Offs Ascenso a Segunda División                |
| 5    | Real Sociedad "B"           | 60   | 38 | 14 | 18 | 6  | 50 | 34 | +16  | Play-Offs Ascenso a Segunda División                |
| 6    | Real Murcia C. F.           | 56   | 38 | 14 | 14 | 10 | 49 | 33 | +16  | Clasificación a Copa del Rey                        |
| 7    | C. A. Osasuna Promesas      | 53   | 38 | 15 | 8  | 15 | 51 | 45 | +6   |                                                     |
| 8    | Gimnàstic de Tarragona      | 53   | 38 | 14 | 11 | 13 | 37 | 43 | −6   | Clasificación a Copa del Rey                        |
| 9    | S. D. Logroñés              | 51   | 38 | 13 | 12 | 13 | 40 | 44 | −4   |                                                     |
| 10   | C. E. Sabadell F. C.        | 50   | 38 | 13 | 11 | 14 | 42 | 44 | −2   |                                                     |
| 11   | U. E. Cornellà              | 49   | 38 | 12 | 13 | 13 | 34 | 42 | −8   |                                                     |
| 12   | C. F. Intercity             | 49   | 38 | 12 | 13 | 13 | 45 | 44 | +1   |                                                     |
| 13   | Real Unión Club             | 48   | 38 | 13 | 9  | 16 | 39 | 48 | −9   |                                                     |
| 14   | C. D. Atlético Baleares     | 47   | 38 | 11 | 14 | 13 | 44 | 46 | −2   |                                                     |
| 15   | C. D. Alcoyano              | 47   | 38 | 11 | 14 | 13 | 36 | 41 | −5   |                                                     |
| 16   | C. D. Numancia de Soria (D) | 46   | 38 | 11 | 13 | 14 | 31 | 36 | −5   | Descenso a Segunda Federación                       |
| 17   | C. F. La Nucía (D)          | 46   | 38 | 9  | 19 | 10 | 39 | 45 | −6   | Descenso a Segunda Federación                       |
| 18   | U. D. Logroñés (D)          | 36   | 38 | 7  | 15 | 16 | 25 | 33 | −8   | Descenso a Segunda Federación                       |
| 19   | C. D. Calahorra (D)         | 33   | 38 | 7  | 12 | 19 | 31 | 52 | −21  | Descenso a Segunda Federación                       |
| 20   | Bilbao Athletic (D)         | 26   | 38 | 5  | 11 | 22 | 27 | 54 | −27  | Descenso a Segunda Federación                       |

Actualizado a los partidos jugados el 27 de mayo de 2023.
 Fuente: Resultados Fútbol

#### Evolución de la clasificación
| Jornada         | 1  | 2  | 3  | 4  | 5  | 6  | 7  | 8  | 9  | 10 | 11 | 12 | 13 | 14 | 15 | 16 | 17 | 18 | 19 | 20 | 21 | 22 | 23 | 24 | 25  | 26  | 27  | 28  | 29  | 30  | 31  | 32 | 33 | 34 | 35 | 36 | 37 | 38 |
| Equipo          |    |    |    |    |    |    |    |    |    |    |    |    |    |    |    |    |    |    |    |    |    |    |    |    |     |     |     |     |     |     |     |    |    |    |    |    |    |    |
| --------------- | -- | -- | -- | -- | -- | -- | -- | -- | -- | -- | -- | -- | -- | -- | -- | -- | -- | -- | -- | -- | -- | -- | -- | -- | --- | --- | --- | --- | --- | --- | --- | -- | -- | -- | -- | -- | -- | -- |
| Amorebieta      | 9  | 1  | 8  | 9  | 12 | 17 | 20 | 17 | 18 | 15 | 11 | 9  | 8  | 8  | 5  | 7  | 5  | 6  | 7  | 7  | 4  | 4  | 5  | 5  | 4   | 2   | 4*  | 3*  | 4*  | 6*  | 4*  | 2  | 1  | 1  | 1  | 1  | 1  | 1  |
| Eldense         | 20 | 18 | 13 | 7  | 3  | 2  | 1  | 1  | 2  | 2  | 2  | 2  | 2  | 2  | 2  | 2  | 1  | 1  | 1  | 1  | 1  | 1  | 1  | 1  | 1   | 1   | 1   | 1   | 1   | 1   | 1   | 1  | 2  | 2  | 2  | 2  | 2  | 2  |
| Castellón       | 15 | 9  | 7  | 6  | 6  | 3  | 3  | 2  | 1  | 1  | 1  | 1  | 1  | 1  | 1  | 1  | 2  | 2  | 2  | 2  | 2  | 2  | 2  | 2  | 2   | 3   | 2   | 2   | 2   | 2   | 2   | 4  | 4  | 4  | 3  | 3  | 3  | 3  |
| Barcelona Atl.  | 3  | 6  | 1  | 3  | 2  | 5  | 5  | 9  | 14 | 14 | 10 | 8  | 9  | 9  | 9  | 13 | 9  | 8  | 6  | 5  | 6  | 7  | 7  | 7  | 6   | 6   | 6   | 5   | 5   | 4   | 6   | 3  | 3  | 3  | 4  | 4  | 5  | 4  |
| R.Sociedad"B"   | 1  | 3  | 9  | 12 | 14 | 10 | 14 | 8  | 5  | 4  | 3  | 3  | 3  | 3  | 3  | 6  | 7  | 4  | 3  | 3  | 3  | 3  | 3  | 4  | 3   | 5   | 3   | 4   | 3   | 3   | 5   | 6  | 6  | 6  | 5  | 5  | 4  | 5  |
| R. Murcia       | 14 | 4  | 3  | 5  | 8  | 4  | 4  | 6  | 4  | 6  | 6  | 4  | 7  | 5  | 4  | 3  | 3  | 3  | 5  | 4  | 5  | 5  | 4  | 3  | 5   | 4   | 5   | 6   | 6   | 5   | 3   | 5  | 5  | 5  | 6  | 6  | 6  | 6  |
| Osasuna "B"     | 11 | 2  | 2  | 4  | 7  | 11 | 7  | 10 | 6  | 3  | 4  | 6  | 5  | 4  | 6  | 4  | 4  | 5  | 4  | 6  | 7  | 8  | 9  | 10 | 9   | 10  | 8   | 9   | 8   | 8   | 8   | 8  | 8  | 8  | 8  | 7  | 7  | 7  |
| Gimnàstic       | 8  | 12 | 17 | 16 | 11 | 16 | 12 | 14 | 13 | 8  | 7  | 5  | 4  | 6  | 8  | 5  | 6  | 9  | 12 | 11 | 9  | 10 | 11 | 13 | 14  | 11  | 11  | 11  | 11  | 10  | 9   | 10 | 11 | 13 | 10 | 10 | 9  | 8  |
| SD Logroñés     | 17 | 19 | 16 | 8  | 5  | 8  | 13 | 16 | 12 | 13 | 14 | 13 | 14 | 10 | 12 | 9  | 8  | 10 | 10 | 10 | 8  | 6  | 6  | 6  | 7   | 7   | 7   | 7   | 7   | 7   | 7   | 7  | 7  | 7  | 7  | 8  | 8  | 9  |
| Sabadell        | 10 | 17 | 12 | 13 | 10 | 14 | 16 | 12 | 9  | 12 | 16 | 15 | 15 | 11 | 14 | 17 | 18 | 16 | 15 | 15 | 15 | 15 | 16 | 16 | 16* | 15* | 15* | 14  | 14  | 14  | 16* | 13 | 13 | 10 | 9  | 9  | 10 | 10 |
| Cornellà        | 19 | 20 | 20 | 19 | 17 | 13 | 10 | 4  | 7  | 7  | 9  | 11 | 12 | 14 | 15 | 16 | 14 | 13 | 9  | 8  | 11 | 9  | 8  | 8  | 10  | 9   | 10  | 10  | 10  | 12  | 11  | 14 | 14 | 16 | 13 | 15 | 15 | 11 |
| Intercity       | 6  | 11 | 5  | 2  | 4  | 7  | 11 | 5  | 10 | 10 | 13 | 16 | 17 | 18 | 18 | 15 | 16 | 17 | 16 | 17 | 17 | 17 | 14 | 15 | 11  | 12  | 12  | 12  | 12  | 13  | 14  | 15 | 16 | 14 | 15 | 12 | 11 | 12 |
| R. Unión        | 2  | 5  | 11 | 14 | 17 | 18 | 15 | 15 | 17 | 20 | 20 | 17 | 18 | 17 | 13 | 12 | 13 | 15 | 11 | 12 | 14 | 14 | 15 | 14 | 15  | 16  | 16  | 17  | 17  | 17  | 17  | 17 | 17 | 17 | 17 | 14 | 16 | 13 |
| At.Baleares     | 12 | 13 | 14 | 15 | 19 | 19 | 17 | 18 | 15 | 19 | 12 | 12 | 13 | 15 | 17 | 14 | 15 | 14 | 17 | 16 | 16 | 16 | 17 | 17 | 17  | 17  | 17  | 16  | 15  | 15  | 13  | 12 | 10 | 11 | 16 | 17 | 17 | 14 |
| Alcoyano        | 5  | 8  | 4  | 1  | 1  | 1  | 2  | 3  | 3  | 5  | 5  | 7  | 6  | 7  | 7  | 10 | 10 | 11 | 13 | 13 | 12 | 11 | 12 | 11 | 13  | 13  | 13  | 13  | 13  | 11  | 12  | 11 | 12 | 12 | 12 | 11 | 12 | 15 |
| Numancia        | 18 | 16 | 19 | 20 | 13 | 9  | 6  | 7  | 11 | 11 | 15 | 14 | 10 | 13 | 10 | 8  | 12 | 7  | 8  | 9  | 10 | 12 | 10 | 9  | 8   | 8   | 9   | 8   | 9   | 9   | 10  | 9  | 9  | 9  | 11 | 13 | 14 | 16 |
| La Nucía        | 4  | 7  | 10 | 10 | 15 | 15 | 19 | 20 | 19 | 16 | 17 | 19 | 16 | 12 | 11 | 11 | 11 | 12 | 14 | 14 | 13 | 13 | 13 | 12 | 12  | 14  | 14* | 15* | 16* | 16* | 15* | 16 | 15 | 15 | 14 | 16 | 13 | 17 |
| UD Logroñés     | 7  | 15 | 6  | 11 | 9  | 6  | 8  | 11 | 8  | 9  | 8  | 10 | 11 | 16 | 16 | 18 | 17 | 18 | 18 | 18 | 18 | 18 | 18 | 18 | 18* | 18* | 18* | 18  | 18  | 18  | 18  | 18 | 18 | 18 | 18 | 18 | 18 | 18 |
| Calahorra       | 13 | 14 | 18 | 17 | 20 | 20 | 18 | 19 | 20 | 18 | 19 | 18 | 19 | 20 | 20 | 20 | 20 | 20 | 20 | 20 | 20 | 20 | 19 | 20 | 20  | 19  | 19  | 19  | 19  | 20  | 19  | 19 | 19 | 19 | 19 | 19 | 19 | 19 |
| Bilbao Athletic | 16 | 10 | 15 | 18 | 16 | 12 | 9  | 13 | 16 | 17 | 18 | 20 | 20 | 19 | 19 | 19 | 19 | 19 | 19 | 19 | 19 | 19 | 20 | 19 | 19  | 20  | 20  | 20  | 20  | 19  | 20  | 20 | 20 | 20 | 20 | 20 | 20 | 20 |

(*) Con partido pendiente

#### Tabla de resultados cruzados
| Local \ Visitante | ALC | AMO | BAL | BAR | BIL | CAL | CAS | COR | ELD | GIM | INT | LAN | SDL | UDL | MUR | NUM | OSA | RSO | RUN | SAB |
| ----------------- | --- | --- | --- | --- | --- | --- | --- | --- | --- | --- | --- | --- | --- | --- | --- | --- | --- | --- | --- | --- |
| Alcoyano          | —   | 1–0 | 2–1 | 0–0 | 3–3 | 3–0 | 0–1 | 1–0 | 0–0 | 1–1 | 1–1 | 1–1 | 2–0 | 0–1 | 1–2 | 0–0 | 0–1 | 1–1 | 1–1 | 2–1 |
| Amorebieta        | 1–0 | —   | 0–0 | 0–0 | 3–0 | 1–0 | 2–1 | 2–0 | 1–0 | 1–1 | 1–0 | 2–0 | 4–2 | 1–0 | 2–1 | 1–2 | 2–0 | 1–2 | 2–1 | 2–2 |
| At.Baleares       | 3–2 | 0–1 | —   | 3–2 | 2–0 | 0–0 | 1–1 | 2–3 | 3–1 | 2–1 | 0–0 | 1–1 | 0–0 | 1–2 | 0–3 | 4–1 | 3–2 | 1–2 | 1–1 | 0–1 |
| Barça "B"         | 3–0 | 1–1 | 2–2 | —   | 2–0 | 2–0 | 3–2 | 0–0 | 1–0 | 1–0 | 0–2 | 2–1 | 3–0 | 1–0 | 2–0 | 1–2 | 1–0 | 1–1 | 2–1 | 1–4 |
| Bilbao Athletic   | 1–3 | 0–0 | 0–1 | 1–1 | —   | 2–3 | 0–2 | 2–2 | 0–1 | 0–0 | 1–0 | 1–2 | 0–2 | 3–0 | 0–3 | 0–1 | 1–0 | 1–1 | 0–1 | 2–2 |
| Calahorra         | 1–1 | 0–1 | 1–1 | 0–1 | 1–2 | —   | 1–1 | 2–3 | 0–1 | 0–0 | 2–1 | 1–3 | 0–1 | 0–0 | 1–1 | 0–0 | 1–4 | 1–1 | 3–0 | 1–1 |
| Castellón         | 1–0 | 1–0 | 2–1 | 1–1 | 2–0 | 1–2 | —   | 1–0 | 2–0 | 0–0 | 1–0 | 4–1 | 1–0 | 0–0 | 1–0 | 0–1 | 2–0 | 1–1 | 1–1 | 3–1 |
| Cornellà          | 2–0 | 0–2 | 1–0 | 4–3 | 1–0 | 2–3 | 0–0 | —   | 1–1 | 1–0 | 0–0 | 0–0 | 1–1 | 0–0 | 0–0 | 1–0 | 1–3 | 2–2 | 1–1 | 1–0 |
| Eldense           | 2–2 | 1–1 | 2–1 | 2–2 | 1–0 | 4–0 | 1–1 | 2–0 | —   | 2–1 | 2–0 | 2–0 | 3–1 | 2–1 | 1–0 | 0–0 | 0–0 | 2–2 | 2–0 | 1–0 |
| Nàstic            | 3–0 | 1–0 | 1–3 | 1–0 | 0–0 | 3–2 | 2–1 | 1–0 | 0–4 | —   | 1–3 | 0–0 | 0–0 | 2–2 | 3–2 | 1–0 | 1–1 | 2–0 | 0–1 | 0–1 |
| Intercity         | 4–1 | 0–0 | 2–2 | 0–0 | 1–0 | 1–0 | 3–1 | 1–2 | 1–1 | 1–2 | —   | 2–2 | 1–0 | 2–2 | 1–3 | 1–1 | 2–1 | 5–2 | 1–2 | 1–1 |
| La Nucía          | 1–1 | 1–2 | 1–1 | 1–0 | 3–1 | 2–1 | 1–1 | 1–1 | 1–0 | 1–1 | 0–0 | —   | 2–2 | 2–2 | 0–0 | 0–1 | 0–0 | 1–1 | 1–1 | 1–0 |
| SD Logroñés       | 0–1 | 1–1 | 1–2 | 4–0 | 1–1 | 0–2 | 2–1 | 1–0 | 2–1 | 1–2 | 1–0 | 3–2 | —   | 0–0 | 1–0 | 1–1 | 1–1 | 0–0 | 1–0 | 0–1 |
| UD Logroñés       | 0–1 | 1–1 | 0–0 | 1–1 | 0–1 | 0–0 | 0–1 | 0–1 | 0–0 | 0–1 | 0–1 | 1–1 | 1–3 | —   | 0–1 | 1–0 | 2–0 | 1–1 | 1–0 | 3–0 |
| R.Murcia          | 1–0 | 0–0 | 0–1 | 1–1 | 3–1 | 0–0 | 1–1 | 4–0 | 1–2 | 2–0 | 0–1 | 0–0 | 4–2 | 1–0 | —   | 0–0 | 1–4 | 1–1 | 0–0 | 3–1 |
| Numancia          | 0–1 | 2–3 | 0–0 | 0–0 | 0–0 | 0–1 | 0–0 | 1–2 | 0–0 | 3–1 | 0–1 | 2–0 | 1–3 | 1–0 | 1–1 | —   | 4–1 | 1–0 | 0–2 | 3–3 |
| Osasuna "B"       | 1–0 | 2–1 | 0–0 | 0–1 | 3–2 | 3–1 | 1–3 | 1–0 | 0–2 | 3–0 | 5–1 | 1–2 | 0–1 | 1–0 | 2–2 | 2–1 | —   | 0–1 | 4–2 | 2–0 |
| R.Sociedad "B"    | 1–1 | 0–1 | 2–0 | 2–0 | 0–0 | 3–0 | 1–1 | 1–1 | 2–0 | 2–0 | 2–1 | 2–3 | 3–0 | 0–0 | 1–2 | 3–0 | 0–0 | —   | 2–0 | 1–1 |
| Real Unión        | 1–2 | 4–3 | 2–0 | 0–1 | 2–1 | 1–0 | 1–1 | 2–0 | 0–1 | 2–3 | 2–2 | 2–0 | 1–1 | 0–3 | 1–5 | 1–0 | 1–0 | 0–1 | —   | 0–1 |
| Sabadell          | 0–0 | 1–1 | 3–1 | 1–2 | 1–0 | 1–0 | 3–1 | 1–0 | 1–3 | 0–1 | 2–1 | 2–0 | 0–0 | 2–0 | 0–0 | 0–1 | 2–2 | 1–2 | 0–1 | —   |

Calendario Grupo II Primera División RFEF  (enlace roto disponible en Internet Archive; véase el historial, la primera versión y la última).

#### Cambios de entrenadores
| Equipo                  | Entrenador (Jornadas)         | Fecha de vacante        | Tipo de salida | Posición en la tabla | Entrenador entrante          | Fecha de nombramiento   |
| ----------------------- | ----------------------------- | ----------------------- | -------------- | -------------------- | ---------------------------- | ----------------------- |
| C. D. Numancia de Soria | Diego Martínez (1 - 11)       | 7 de noviembre de 2022  | Despedido      | 15.º                 | Iñaki Bea                    | 14 de noviembre de 2022 |
| Bilbao Athletic         | Bingen Arostegi (1 - 12)      | 21 de noviembre de 2022 | Despedido      | 20.º                 | Álex Pallarés                | 22 de noviembre de 2022 |
| U. D. Logroñés          | Albert Aguilá (1 - 12)        | 22 de noviembre de 2022 | Despedido      | 10.º                 | Natxo González               | 22 de noviembre de 2022 |
| Real Unión Club         | Aitor Zulaika (1 - 13)        | 1 de diciembre de 2022  | Despedido      | 16.º                 | David Movilla                | 5 de diciembre de 2022  |
| C. D. Calahorra         | Juan García (1 - 15)          | 8 de diciembre de 2022  | Despedido      | 20.º                 | Carlos Pouso                 | 26 de diciembre de 2022 |
| C. D. Atlético Baleares | Jordi Roger (1 - 15)          | 9 de diciembre de 2022  | Renuncia       | 17.º                 | Onésimo Sánchez              | 19 de diciembre de 2022 |
| C. D. Castellón         | Rubén Torrecilla (1 - 17)     | 18 de diciembre de 2022 | Despedido      | 2.º                  | Albert Rudé                  | 19 de enero de 2023     |
| C. E. Sabadell F. C.    | Gabri García (1 - 17)         | 19 de diciembre de 2022 | Despedido      | 18.º                 | Miki Lladó                   | 22 de diciembre de 2022 |
| Gimnàstic de Tarragona  | Raül Agné (1 - 19)            | 15 de enero de 2023     | Despedido      | 12.º                 | Iñaki Alonso                 | 17 de enero de 2023     |
| C. F. La Nucía          | César Ferrando (1 - 20)       | 25 de enero de 2023     | Despedido      | 14.º                 | Guillermo Fernández González | 25 de enero de 2023     |
| C. D. Atlético Baleares | Onésimo Sánchez (18 - 23)     | 15 de febrero de 2023   | Despedido      | 17.º                 | "Tato"                       | 15 de febrero de 2023   |
| Gimnàstic de Tarragona  | Iñaki Alonso (20 - 25)        | 26 de febrero de 2023   | Despedido      | 15.º                 | Dani Vidal                   | 27 de febrero de 2023   |
| U. D. Logroñés          | Natxo González (13 - 25)      | 27 de febrero de 2023   | Despedido      | 18.º                 | Sergio Rodríguez             | 27 de febrero de 2023   |
| Real Unión Club         | David Movilla (15 - 27)       | 15 de marzo de 2023     | Despedido      | 16.º                 | Iñaki Goikoetxea             | 15 de marzo de 2023     |
| C. F. La Nucía          | Guillermo Fernández (20 - 31) | 13 de abril de 2023     | Despedido      | 15.º                 | Mario Cartagena              | 14 de abril de 2023     |
| C. F. Intercity         | Gustavo Siviero (1 - 32)      | 17 de abril de 2023     | Despedido      | 15.º                 | Alejandro Sandroni           | 17 de abril de 2023     |
| C. D. Numancia de Soria | Iñaki Bea (12 - 34)           | 1 de mayo de 2023       | Despedido      | 9.º                  | Pablo Ayuso                  | 1 de mayo de 2023       |

#### Máximos goleadores
| Pos. | Jugador        | Equipo                  | Goles | Partidos | Penaltis |
| ---- | -------------- | ----------------------- | ----- | -------- | -------- |
| 1.º  | Eneko Jauregi  | S. D. Amorebieta        | 15    | 36       | 3        |
| -    | Pedro León     | Real Murcia C. F.       | 14    | 33       | 5        |
| 3.º  | Dioni          | C. D. Atlético Baleares | 14    | 35       | 1        |
| 4.º  | Nacho Sánchez  | Real Unión Club         | 13    | 36       | 2        |
| 5.º  | Marcos Baselga | C. D. Calahorra         | 12    | 34       | 2        |
| -    | Javi Martón    | Real Sociedad "B"       | 12    | 35       | 4        |
| -    | Iker Unzueta   | S. D. Logroñés          | 12    | 36       | 6        |
| -    | Barbero        | C. A. Osasuna Promesas  | 12    | 34       | 2        |

## Final de Campeones

#### Final
| Ida; 3 de junio de 2023; 18:00 | S. D. Amorebieta                                  | 3:0 (2:0) | Racing de Ferrol | Campo municipal de Urritxe, Amorebieta-Echano |                           |
|                                | - Unai Buján 41' - Mikel Pradera 45+2' - Ewan 47' |           |                  | Árbitro(s): Huerta De Aza                     | Árbitro(s): Huerta De Aza |

| Vuelta; 10 de junio de 2023; 18:00 | Racing de Ferrol                           | 2:0 (0:0) (Global 2:3) | S. D. Amorebieta | Estadio de A Malata, Ferrol |                          |
|                                    | - Javier Murua (p.p.) 78' - Héber Pena 84' |                        |                  | Árbitro(s): Pérez Peraza    | Árbitro(s): Pérez Peraza |

| Campeón S. D. Amorebieta |

## Playoff de ascenso a Segunda División

### Clasificados
| Pos | Grupo I                      | Grupo II          |
| --- | ---------------------------- | ----------------- |
| 2.° | A. D. Alcorcón               | C. D. Eldense     |
| 3.° | Real Madrid Castilla         | C. D. Castellón   |
| 4.° | R. C. Deportivo de La Coruña | Barcelona Atlètic |
| 5.° | R. C. Celta de Vigo "B"      | Real Sociedad "B" |

### Semifinales

#### A. D. Alcorcónvs.Real Sociedad "B"
| Ida; 3 de junio de 2023; 19:00 | Real Sociedad "B" | 1:2 (0:1) | A. D. Alcorcón                  | Zubieta, San Sebastián      |                             |
|                                | - Azkune 90+4'    |           | - 17' Berto - 60' Adrián Dalmau | Árbitro(s): Bestard Servera | Árbitro(s): Bestard Servera |

| Vuelta; 10 de junio de 2023; 19:00 | A. D. Alcorcón | 1:1 (0:0) (Global 3:2) | Real Sociedad "B"      | Estadio municipal de Santo Domingo, Alcorcón |                         |
|                                    | - Chiki 82'    |                        | - 66' Iker Kortajarena | Árbitro(s): De Ena Wolf                      | Árbitro(s): De Ena Wolf |

| Pasa a la final A. D. Alcorcón |

#### C. D. Castellónvs.R. C. Deportivo de La Coruña
| Ida; 4 de junio de 2023; 19:00 | R. C. Deportivo de La Coruña | 1:0 (0:0) | C. D. Castellón | Estadio de Riazor, La Coruña |                              |
|                                | - Svensson 59'               |           |                 | Árbitro(s): Conejero Sánchez | Árbitro(s): Conejero Sánchez |

| Vuelta; 11 de junio de 2023; 19:00                                  | C. D. Castellón                                                              | 4:3 (3:2, 2:1) (t. s.)(Global 4:4) | R. C. Deportivo de La Coruña                       | Nuevo Estadio Castalia, Castellón de La Plana |                             |
|                                                                     | - De Miguel 23' - Jeremy de León 31' - Iago Indias 90' - David Cubillas 108' |                                    | - Yeremay 39' - Lucas Pérez 59' - Kuki Zalazar 98' | Árbitro(s): Pérez Hernández                   | Árbitro(s): Pérez Hernández |
| Castellón clasifica por su mejor posición en la Tabla De Posiciones |                                                                              |                                    |                                                    |                                               |                             |

| Pasa a la final C. D. Castellón |

#### C. D. Eldensevs.R. C. Celta de Vigo "B"
| Ida; 3 de junio de 2023; 17:00 | R. C. Celta de Vigo "B" | 3:2 (2:1) | C. D. Eldense                        | Campo municipal de Barreiro, Vigo |                             |
|                                | - Lautaro 32', 35', 60' |           | - 23' Manu Nieto - 51' Mario Soberón | Árbitro(s): Mallo Fernández       | Árbitro(s): Mallo Fernández |

| Vuelta; 10 de junio de 2023; 19:00 | C. D. Eldense                        | 2:0 (0:0) (Global 4:3) | R. C. Celta de Vigo "B" | Estadio municipal Nuevo Pepico Amat, Elda |                                |
|                                    | - 56' Mario Soberón - 69' Manu Nieto |                        |                         | Árbitro(s): Palencia Caballero            | Árbitro(s): Palencia Caballero |

| Pasa a la final C. D. Eldense |

#### Real Madrid Castillavs.Barcelona Atlètic
| Ida; 3 de junio de 2023; 21:00 | Barcelona Atlètic                                          | 4:2 (2:1) | Real Madrid Castilla              | Estadio Johan Cruyff, Sant Joan Despí |                             |
|                                | - Chadi 19' - Roberto Fernández 44' - Luismi Cruz 76', 80' |           | - 13' Nico Paz - 68' (pen.) Dotor | Árbitro(s): Muresan Muresan           | Árbitro(s): Muresan Muresan |

| Vuelta; 11 de junio de 2023 | Real Madrid Castilla                           | 3:0 (1:0) (Global 5:4) | Barcelona Atlètic | Estadio Alfredo Di Stéfano, Madrid |                         |
|                             | - 21' Dotor - 78' Bravo - 90+4' (pen.) Arribas |                        |                   | Árbitro(s): Cid Camacho            | Árbitro(s): Cid Camacho |

| Pasa a la final Real Madrid Castilla |

### Finales

#### A. D. Alcorcónvs.C. D. Castellón
| Ida; 18 de junio de 2023, 19:00 | C. D. Castellón | 0:0 (0:0) | A. D. Alcorcón | Nuevo Estadio Castalia, Castellón de la Plana |  |
|                                 |                 |           |                | Árbitro(s): Orellana Cid                      |  |

| Vuelta; 24 de junio de 2023, 20:00 | A. D. Alcorcón                       | 2:1 (Global 2:1) | C. D. Castellón     | Estadio Santo Domingo, Alcorcón |                        |
|                                    | Emmanuel Addai 56' · Javi Castro 62' |                  | Jesús de Miguel 13' | Árbitro(s): Lax Franco          | Árbitro(s): Lax Franco |

#### C. D. Eldensevs.Real Madrid Castilla
| Ida; 17 de junio de 2023, 19:30 | Real Madrid Castilla | 1:1 (0:1) | C. D. Eldense    | Estadio Alfredo Di Stéfano, Madrid |                            |
|                                 | S. Arribas 69'       |           | Manu Nieto 45+1' | Árbitro(s): Sesma Espinosa         | Árbitro(s): Sesma Espinosa |

| Vuelta; 25 de junio de 2023 | C. D. Eldense | 3:3 (1:2; 2:2) (t. s.)(Global 4:4) | Real Madrid Castilla | Estadio municipal Nuevo Pepico Amat, Elda |  |
|                             |               |                                    |                      | Árbitro(s): González Díaz                 |  |

| Ascienden a Segunda División A. D. Alcorcón C.D. Eldense |

## Clasificados para laCopa del Rey 2023-24
Se clasificaron los cinco mejores de cada grupo salvo los filiales, ya que no participan en dicha competición.
| Bandera de Galicia    | Bandera de la Comunidad de Madrid | Bandera de Galicia           | Bandera de Andalucía | Bandera de Castilla y León |
| Racing Club de Ferrol | A. D. Alcorcón                    | R. C. Deportivo de La Coruña | Linares Deportivo    | Unionistas de Salamanca    |
| 1.ª Grupo 1           | 2.º Grupo 1                       | 4.º Grupo 1                  | 6.º Grupo 1          | 7.º Grupo 1                |

| Bandera del País Vasco | Bandera de la Comunidad Valenciana | Bandera de la Comunidad Valenciana | Bandera de la Región de Murcia | Bandera de Cataluña |
| S. D. Amorebieta       | C. D. Eldense                      | C. D. Castellón                    | Real Murcia                    | Nàstic              |
| 1.º Grupo 2            | 2.º Grupo 2                        | 3.º Grupo 2                        | 6.º Grupo 2                    | 8.º Grupo 2         |